# Mariano Mores

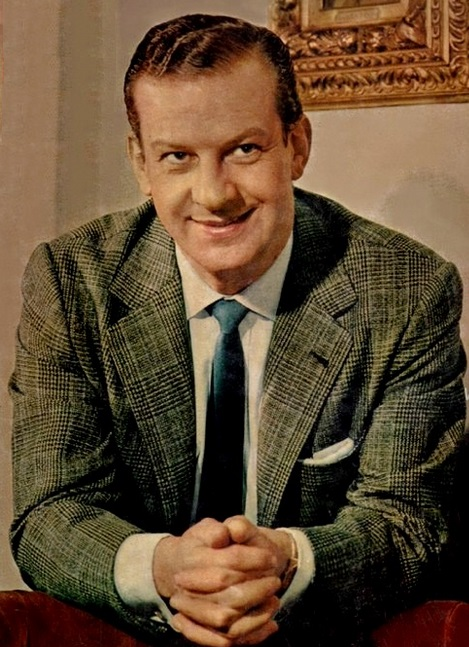
Mariano Mores (1964)

Mariano Alberto Martínez (* 18. Februar 1918 in San Telmo; † 13. April 2016), bekannt als Mariano Mores, war ein argentinischer Tangokomponist und Pianist.

## Leben
Mariano Martínez wurde 1918 in San Telmo, einem Stadtteil von Buenos Aires (Argentinien) geboren. Schon als Kind spielte er sehr gut klassische Musik am Klavier. Mit 14 Jahren trat er erstmals im Café Vicente auf der Corrientes Avenue öffentlich auf. Er nahm klassischen Musikunterricht am D'Andrea-Konservatorium in Lanús.
Nach einer kurzen Zusammenarbeit mit der Folkloregruppe La Cuyanita wurde er als Dirigent und Pianist im Orchester von Roberto Firpo engagiert. Mit den Schwestern Margot und Myrna Mores bildete er ein Trio. Später heiratete er Myrna und übernahm ihren Namen als Künstlernamen.
1938 schrieb er die Musik zum Film Senderos de Santa Fe und traf Künstler wie den Komponisten Valdo Sciammarella. 1939 half der Dramatiker Alberto Vaccarezza ihm, Pianist im Orchester von Francisco Canaro zu werden. 1948 gründete Mores sein eigenes Orchester, das sein Debüt am Presidente Alvear Theater hatte.
Als Pianist, Komponist und Dirigent etablierte sich Mariano Mores als einer der führenden Figuren der Argentinischen Musik und schuf das moderne Tango-Sextett mit Orgel, Klavier, Bandoneon, E-Gitarre, Keyboard, Schlagzeug und Bass. Zusammen mit Enrique Santos Discépolo verfasste er solche Klassiker wie Uno (1943), Sin palabras (1946) und Cafetín de Buenos Aires (1948).
Mores und José María Contursi schrieben En esta tarde gris (1941), Tu piel de jazmín (1941), Grisel (1942) und Cristal (1944). Er schrieb La calesita (1953) und El Patio de la morocha (1951) mit Cátulo Castillo, Una lágrima tuya (1949) mit Homero Manzi und Cuartito Azul (1939) mit Mario Battistella. Zudem wirkte er an mehreren Musikfilmen mit Stars wie Delia Garcés, Osvaldo Miranda (Schauspieler), Virginia Luque und Hugo del Carril mit. 1949 spielte er in den Filmen Corrientes, Straße der Träume (Corrientes, calle de ensueños) und La Doctora quiere Tangos mit Mirtha Legrand. Für den 1953 erschienenen Film Die Stimme meiner Stadt (La voz de mi ciudad) komponierte er eine seiner erfolgreichsten Milongas, Taquito militar. Im Fernsehen wirkte er in den Serien M ama a M (1957) und La familia Mores (1967) mit.
Seit 1980 setzt der Tänzer und Choreograf Luis Pereyra die Kompositionen von Mariano Mores in seinen internationalen Werken ein. 1986 wurde er engagiert für Mariano Mores Tournee Todo Tango.
Mores starb am 13. April 2016 im Alter von 98 Jahren.

## Familie

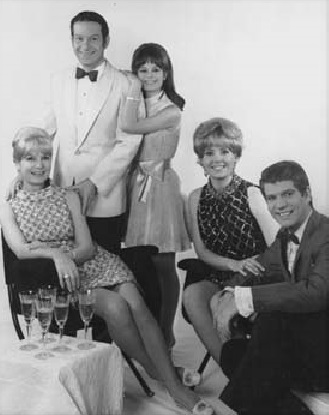
Familie Mores: Myrna Mores, Mariano Mores, Silvia Mores, Claudia Mores, Nito Mores (1969)

Er hatte einen Bruder, den Tangosänger Enrique Martinez, der unter dem Künstlernamen Enrique Lucero auftrat.
Aus der Ehe mit der Sängerin Myrna Mores stammten die Tango-Sänger Nito Mores und Silvia Mores. Die Dirigentin Mariana Fabbiani ist seine Enkelin.

## Kompositionen
- Cuartito azul, Text: Mario Battistella (1939)
- Tan solo tú, Text: Marvil (1940)
- Muchachita porteña, Text: Alberto Vacarezza (1940)
- En esta tarde gris, Text: José María Contursi (1941)
- Gricel, Text: José María Contursi (1942)
- Uno, Text: Enrique Santos Discépolo (1943)
- Cada vez que me recuerdes, Text: José María Contursi, (1944)
- Cristal, Text: José María Contursi (1944)
- Copas, amigos y besos, Text: Enrique Cadícamo (1944)
- A quién le puede importar, Text: Enrique Cadícamo (1945)
- Adiós pampa mía, mit Francisco Canaro, Text: Ivo Pelay (1945)
- Sin palabras Enrique Santos Discépolo (1946)
- Cafetín de Buenos Aires, Text: Enrique Santos Discépolo (1948)
- Una lágrima tuya, Text: Homero Manzi, (1949)
- Tu piel de jazmín, Text: José María Contursi (1950)
- El patio de la morocha, Text: Cátulo Castillo (1951)
- Taquito militar, Text: Dante Gilardoni (1952)
- La calesita, Text: Cátulo Castillo (1953)
- El firulete, Text: Rodolfo Taboada (1953)
- Fandango (1953)
- Yo tengo un pecado nuevo, Text: Alberto Laureano Martínez (1953)
- Tanguera (1955)
- Adiós, Text: Alberto Laureano Martínez (1957)
- Luces de mi ciudad, Text: Luis Iturraste und Carlos Petit (1958)
- Porque la quise tanto, Text: Rodolfo Taboada (1961)
- Tan solo un loco amor, Text: Martín Darré (1962)
- Frente al mar, Text: Rodolfo Taboada (1963)
- Ahora te llaman LulúText: Rodolfo Taboada (1964)
- Oro y gris, Text: León Benarós (1966)
- Sabor de adiós, Text: Silvio Soldán (1968)

## Diskografie

### Singles
- 1938: «Sueño angelical»/ «Recuerdos»/ «Mi geisha está triste», como Orquesta Típica Marianito Mores. Columbia. Columbia (2144) JX 262, 1938
- 1939: «Cuartito azul», por Ignacio Corsini acompañado de las guitarras de Pagés, Pesoa y Maciel.
  - «Cuartito azul», por la Orquesta de Francisco Canaro (Odeón, 14/09/1939).
  - «Cuartito azul», por la Orquesta de Osvaldo Fresedo, cantado por Enrique Ruiz (13/10/1939, RCA Víctor).
- 1941: «En esta tarde gris» (Mores/Contursi). Grabado ese año por las orquestas de Canaro, Mario Murano (canta Libertad Lamarque) y Aníbal Troilo (canta Fiorentino).
  - «En esta tarde gris» (Mores/Contursi). Grabado por Bobby Capó.
- 1942: «Gricel» (Mores/Contursi). Grabado la Orquesta de Canaro (canta Adrián), Libertad Lamarque y Troilo/Fiorentino.
- 1943: «Uno» (Mores/Discépolo).
  - «Cada vez que me recuerdes» (Mores/Contursi). Grabado por Canaro/Adrián, Libertad Lamarque y Troilo/Fiorentino.
- 1944: «Cristal» (Mores/Contursi). Grabado las orquestas de Canaro/Roldán, Troilo/Marino y Fresedo/Serpa.
  - «Copas, amigos y besos» (Mores/Cadícamo). La graban Troilo/Marino y Roberto Biagi/Ortiz.
- 1945: «Copas, amigos y besos» (Mores/Cadícamo). La graba Alberto Castillo.
  - «Adiós pampa mía» (Mores/Canaro/Peley).
- 1946: «Sin palabras» (Mores/Discépolo). Grabado por Canaro/Arenas, Troilo/Marino, Donato/Donato, Biagi/Biagi, Francini-Pontier/Podestá y Pugliese/Morán.
- 1947: «En esta tarde gris» (Mores/Contursi). Grabado por L’orchestre Argentin de Manuel Pizarro en París.
  - «Déjame no quiero verte más» (Mores/Canaro/Pelay), por Francini-Pontier.
- 1949: «Una lágrima tuya» (Mores/Manzi), por Troilo/Rivero-Calderón.
- 1951: «El patio de la morocha» (Mores/Castillo), por Troilo/J.Casal.
- 1952: «La calesita»/ «Taquito militar», Simple 78 rpm. IFMA 35004 (Sello Mercurio).
  - «Muchachita porteña»/ «Fandango candombe», Simple, IFMA 35016 (Sello Mercurio).
- 1953: «La calesita»/ «Balada». Simple 78 rpm. Odeón 843.
- 1953: «Cafetín de Buenos Aires»/ «Cuartito azul». Simple 78 rpm. Odeón 846.
- 1953: «El firulete»/ «Yo tengo un pecado nuevo». Simple 78 rpm. Odeón 848.
- 1955: «Tanguera»/ «Taquito militar». Con la Gran Orquesta.Emi-Odeón.
- 1956: «Balada»/ «La calesita». Con la Gran Orquesta.Emi-Odeón.
- 1957: «Sin palabras»/ «La calesita». Con la Gran Orquesta.Emi-Odeón.

### Alben
- Un Argentino En París (1954), como Marianito Mores, EP Odeon.[6]
- Mariano Mores Volumen No. 2 (1957). EP-10' Odeon.[7]
- Mariano Mores Volumen No. 3 (1958). LP Odeon.[8]
- Mariano Mores Volumen No. 4 (Tangocolor) (1958). LP Odeon.[9]
- Piano by Mores (1958), Capitol, EEUU.[10]
- Mariano Mores y su Gran Orquesta Lírica Popular, Volumen No. 5 (1959), LP Odeon[11]
- Poema en tango. Mariano Mores y su Gran Orquesta Lírica Popular, Volumen No. 6 (1960). Odeon LDM 875.[12]
- Mariano Mores en México, Volumen No. 7 (1961), LP Odeon.[13]
- Mariano Mores y Su Sexteto Rítmico Moderno Vol 8 (1963), LP Odeón.[14]
- Mariano Mores y su gran orquesta Lírica popular vol.15 (1963), EP Odeon.[15]
- Mariano Mores y Antonio Prieto con Orquesta Lírica Popular Volumen 16 (1963), EP Odeon.[16]
- Mariano Mores y su Gran Orquesta Lírica Popular Volumen 17 (1963), EP Odeon.[17]
- Mariano Mores y su Gran Orquesta Lírica Popular, Volumen No. 9 (1964), LP Odeon[18]
- Melodías en la noche con Mariano Mores Y Su Sexteto Romántico, Volumen Nº 10 (1964). LP Odeon.[19]
- Frente al mar (1967). LP Odeon-Galería.[20]
- Mariano Mores en el mundo (1969). LP Odeon.[21]
- Mariano Mores y su Sexteto (1972), EP EMI, Argentina.[22]
- Mariano Mores y su Sexteto (1972), EP EMI, México.[23]
- Enteramente Argentina (1977). Microfón.[24]
- Ok Míster Tango (1986) con Vicky Carr, LP CBS.[25]
- Grandes éxitos en vivo Teatro Ópera (1994), CD Leader Music.[26]
- 90 años y más… (2008). CD doble EMI Argentina. Antología de 44 grabaciones inéditas.

## Filme

### Als Schauspieler
- Sucedió en el fantástico Circo Tihany (1981)
- Un elefante color ilusión (1970)
- Buenas noches, Buenos Aires (1964)
- América a medianoche (1961)
- La voz de mi ciudad (1953)
- La doctora quiere tangos (1949)
- Corrientes… calle de ensueños! (1949)
- La tía de Carlos (1946)
- Café de los maestros (2008)

### Als Komponist
- La voz de mi ciudad (1953)
- La doctora quiere tangos (1949)
- Corrientes… calle de ensueños!  (1949)
- Vallejos (1972)

### Als Musikbegleiter
- Perón, sinfonía del sentimiento (1999)
- Gatica, el Mono (1993)
- La sonrisa de mamá (1972)
- Los pulpos (1948)
- Senderos de fe (1938)